# سومالیا (بازیکن فوتبال)

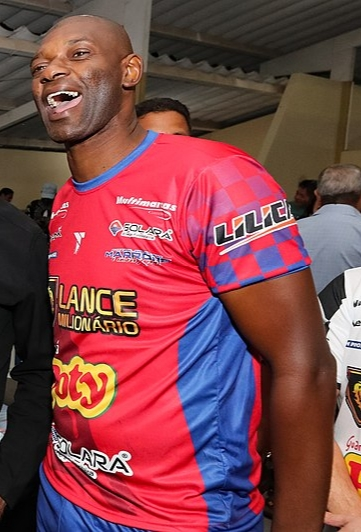
سومالیا در سال ۲۰۲۲

واندرسون د پائولا سابینو (به پرتغالی: Wanderson de Paula Sabino) معروف به سومالیا (Somália) بازیکن فوتبال در پست مهاجم اهل برزیل است که در شهر Nova Venécia و در تاریخ ۲۲ ژوئن ۱۹۷۷ به دنیا آمده‌است.

## باشگاهی
سومالیا در تیم‌های فوتبال فاینورد، الهلال عربستان، باشگاه ورزشی الکویت کویت، گرمیو، سانتوس، بوسان ای‌پارک و فلومیننزه سابقهٔ حضور دارد.